# Trypanophora
Trypanophora is een geslacht van vlinders van de familie bloeddrupjes (Zygaenidae), uit de onderfamilie Chalcosiinae.

## Soorten
- T. anchora Druce, 1891
- T. australis Jordan, 1907
- T. deligata Jordan, 1907
- T. dissimilis Snellen, 1903
- T. elliptica Jordan, 1907
- T. flavalis Hampson, 1892
- T. hosemanni Hering, 1922
- T. javanica Snellen, 1903
- T. luzonensis Semper, 1898
- T. producens (Walker, 1862)
- T. semihyalina Kollar, 1844
- T. trapobanes Walker, 1854